# Улица Академика Лебедева (Киев)
Улица Академика Лебедева — улица в Голосеевском районе Киева, местность Феофания. Проходит с начала застройки до Метрологической улицы. Имеет также участок, сообщающийся с улицей Академика Заболотного.
Присоединяется проезд на Метрологическую улицу (возле Свято-Пантелеимоновского собора). Между этим проездом и вторым (начальным) выходом улицы на улицу Академика Заболотного есть перерыв в её пролегании (лесопарк).

## История
Улица проложена во 2-й половине XIX века как дорога без названия через поселок Феофания. Современное название — с 1976 года, в честь советского ученого Сергея Лебедева.